# Jonas Rohrmann
Jonas Rohrmann (* 14. September 1980 in Berlin) ist ein deutscher Schauspieler. Bekannt wurde er durch die Serie K11 – Kommissare im Einsatz.

## Biografie
Von 1986 bis 1993 besuchte Jonas Rohrmann die Stechlinsee-Grundschule in Berlin-Friedenau. Im Anschluss erfolgte ein Wechsel auf die Bröndby-Oberschule in Berlin-Lankwitz, auf der er 2001 sein Abitur erwarb. Von 1997 bis 1998 verbrachte Rohrmann ein Austauschjahr an der Paragould High School in Paragould, Arkansas, USA, das er mit einem High School Diploma abschloss. Jonas Rohrmann leistete seinen Zivildienst von 2001 bis 2002 im Kindergarten „Kinderkreisel“ in Berlin-Lichterfelde ab.
Von 1993 bis 2005 war Rohrmann Spieler beim American-Football-Verein Berlin Adler. Über weite Strecken hin gehörte er auch der ersten Mannschaft an und absolvierte Spiele in der 1. und 2. Bundesliga.
An der BTU Cottbus belegte Rohrmann daraufhin die Studienrichtung „Umwelt- und Ressourcenmanagement“ für ein Jahr. Von März bis September 2003 hielt er sich als Game Ranger in Südafrika, Botswana, Sambia, Malawi und Namibia auf.
Im Jahr 2004 begann Jonas Rohrmann eine Ausbildung zum staatlich anerkannten Physiotherapeuten an der Physioakademie in Berlin-Weißensee (wurde mittlerweile als Spektrum Akademie der Gesundheitsberufe neu gegründet). Die Ausbildung beendete er 2007 erfolgreich mit dem Bestehen der staatlichen Abschlussprüfung.
Rohrmann spielte von 2008 bis 2013 und von 2020 bis 2022 in der Fernsehserie K11 – Kommissare im Einsatz die Rolle des Robert Ritter. 
Jonas Rohrmann ist Schulpate des Blankenburger Gymnasium „Am Thie“. Er unterstützt diese Schule bei dem Projekt Schule ohne Rassismus – Schule mit Courage.

## Filmografie
- 2003: Bunny
- 2003: Lenßen & Partner (Fernsehserie, Folge 02x98)
- 2004: Block (Fernsehserie, 9 Folgen)
- 2006: KTI – Menschen lügen, Beweise nicht (Fernsehserie, 1 Folge)
- 2005, 2007: Niedrig und Kuhnt – Kommissare ermitteln (Fernsehserie, 2 Folgen)
- 2006, 2008–2013, 2020–2022: K11 – Die neuen Fälle (Fernsehserie)
- 2014: Terra X – Das Kon-Tiki Abenteuer (Doku)
- 2016: In Gefahr – Ein verhängnisvoller Moment (Fernsehserie, einzelne Episoden)
- 2016: Schicksale – und plötzlich ist alles anders (Fernsehserie, einzelne Episoden)
- 2017: Willkommen Zuhause (Fernsehserie, 1 Folge)